# 니드 (가수)
니드(1995년 8월 30일 ~ )는 대한민국의 가수다. 2017년 싱글 앨범 [Juicy]로 데뷔했다.

## 방송
- PRODUCE 101 시즌 2 (2017) - 발표순위 48위

## 피처링
- T@$T <WAKE UP> (2018)
- 디핵 <SHIO YAKISOBA> (2019)